# Вьякарана
Вьякара́на (санскр. व्याकरण, IAST: Vyākaraṇa) — вспомогательная часть Вед, одна из шести веданг, основной темой которой является санскритская грамматическая традиция. Она берёт своё начало в поздневедической Индии и включает в себя известную работу — «Аштадхьяи» лингвиста Панини.
Стимул для развития лингвистического анализа и грамматики в Индии был дан необходимостью получения строгого, выверенного толкования ведических текстов.
Работы самых ранних индийских грамматиков были утеряны. Например, работа Шакатаяны (около VIII века до н. э.) известна только из неясных упоминаний Яски и Панини. Один из взглядов Шакатаяны, оспаривавшийся в течение последующих столетий, состоял в том, что большинство имён существительных этимологически произошло от глаголов.
В своей монументальной работе по этимологии, «Нирукте», Яска поддержал это утверждение, основываясь на большом количестве существительных, произошедших от глаголов путём словообразования, известного как крит-пратьяя; это относится к типу корневых морфем.
Яска также положил начало другой дискуссии, главный смысл которой — текстовое значение присуще слову (взгляд Яски) или предложению (Панини и более поздние грамматики Прабхакара и Бхартрихари). Эта дискуссия продолжалась до XIV или XV века н. э., и отголоски её до сих пор звучат в современных дебатах о семантической композиционности.

## Школы до Панини
В «Аштадхьяи» Панини, которая превзошла все на тот момент существовавшие школы грамматики, упоминаются имена 10 учёных, которые предшествовали Панини:
- Шакатаяна (Pan. 8.4.50);
- Апишали  (Pan. 6.1.92);
- Шакалья (Pan. 8.4.51);
- Бхарадваджа;
- Гаргья (Pan. 8.4.67);
- Галава  (Pan. 8.4.67);
- Кашьяпа(Pan. 8.4.67);
- Сенака (Pan. 5.4.112);
- Спхотаяна (Pan. 6.1.123);
- Чакравармана (Pan. 6.1.130).

Об этих школах нам известно только то, что сообщили Панини, Яска и более поздние авторы, а их оригинальные сочинения (например, падапатха Ригведы авторства Шакальи) были утрачены.
Кроме того, не менее 64 учёных (по списку Макса Мюллера) было процитировано в качестве авторитетов в пратишакхьях, «Нирукте» и «Аштадхьяи».

## Школа Панини
Труд «Аштадхьяи», по сути всесторонний анализ Панини процессов фонологии, морфологии и синтаксиса, заложил на века основу для комментариев и измышлений будущих санскритских грамматиков.
Комментаторы и комментарии грамматики Панини:
- Катьяяна (лингвист и математик, III век до н. э.);
- Патанджали (лингвист, II век до н. э.) — автор «Махабхашьи»;
- в системе ньяя — Вачаспати;
- в системе миманса — Кумарила Бхатта (VII век н. э.), Прабхакара (VII век н. э.);
- Бхартрихари (VI век н. э.);
- «Кашикавритти» (VII век н. э.);
- Бхатти (VII век н. э.).